# ألكساندر ترينانيتش
ألسكاسندر ترينانيتش، من مواليد 15 يوليو 1911 في سميدريفو في صربيا، وتوفي 13 ديسمبر 1992 في بلغراد في يوغسلافيا، لاعب كرة قدم يوغسلافي سابق ومدرب كرة قدم يوغسلافي سابق.
لعب مع منتخب يوغسلافيا لكرة القدم في بطولة كأس العالم لكرة القدم 1930، وقد كان أصغر مسجل لهدف في كأس العالم حتى كسره مانويل روساس في نفس البطولة.
درب منتخب يوغسلافيا لكرة القدم في بطولة كأس العالم لكرة القدم 1954 وفي بطولة كأس العالم لكرة القدم 1958 وفي كأس الأمم الأوروبية لكرة القدم 1960.

## وصلات خارجية
- ألكساندر ترينانيتش على موقع الاتحاد الدولي (مؤرشف)  (الإنجليزية)
- ألكساندر ترينانيتش على موقع قاعدة بيانات كرة القدم.إي يو (الإنجليزية)
- ألكساندر ترينانيتش على موقع ناشيونال فوتبول تيمز (الإنجليزية)
- ألكساندر ترينانيتش على موقع عالم كرة القدم.نت (الإنجليزية)
- ألكساندر ترينانيتش على موقع أوليمبيديا (الإنجليزية)